# Pietà (film)
Pietà (Koreaans: 피에타) is een Zuid-Koreaanse misdaadfilm uit 2012 onder regie van Kim Ki-duk. Hij won met deze film de Gouden Leeuw op het Filmfestival van Venetië.

## Verhaal
Lee Gang-do is een ruwe man zonder familie of vrienden. Om de kost te verdienen bedreigt hij de schuldenaars van een meedogenloze woekeraar. Op een dag krijgt hij bezoek van een geheimzinnige vrouw die beweert zijn moeder te zijn. Eerst gelooft hij het verhaal niet, maar geleidelijk raakt hij toch aan haar gehecht. Dan ontdekt hij haar geheim.

## Rolverdeling
- Lee Jeong-jin: Lee Gang-do
- Jo Min-soo: Jang Mi-seon
- Gang Eun-jin: Myeong-ja
- Jo Jae-ryong: Tae-seung
- Lee Myeong-ja: Oude vrouw
- Heo Jun-seok: Gang-cheol